# Ramiro Noronha
Ramiro Noronha (Oliveira, 3 de janeiro de 1885 — Rio de Janeiro, 1º de dezembro de 1955) foi um general-de-brigada do Exército Brasileiro, oficial da Comissão Rondon e primeiro governador do extinto Território de Ponta Porã.

## Biografia
Ramiro Noronha nasceu no dia 3 de janeiro de 1885, na cidade de Oliveira, em Minas Gerais.
Em 1902 ingressou no curso preparatório da Escola Militar de Porto Alegre e no ano seguinte realizou matrícula na Escola Militar da Praia Vermelha, no Rio de Janeiro. Porém, o seu curso naquela instituição foi suspenso, em função dos eventos ocorridos naquela escola em 14 de novembro de 1904, no contexto da Revolta da Vacina.
Em 1905 o então oficial-aluno prosseguiu os seus estudos na Escola de Guerra de Porto Alegre e na Escola de Aplicação. Nessa escola realizou estudos em Topografia e desenho topográfico, Fortificação, Química, Direito, Tiro e manobras das três armas, entre outras disciplinas. Em 2 de janeiro de 1909 foi declarado aspirante-a-oficial por ter completado o curso das armas de infantaria e cavalaria pelo regulamento de 1905. Em abril de 1909 matriculou-se no curso de artilharia da Escola de Artilharia e Engenharia do Realengo, no Rio de Janeiro, em conformidade com o regulamento especial de 1905, diplomando-se em dezembro de 1911.
Em 8 de março de 1911 foi promovido a 2º tenente e classificado da arma da infantaria para a cavalaria. Em março de 1911 foi classificado no 13º Regimento de Cavalaria.
Em janeiro de 1912 passou a servir no 6º Regimento de Cavalaria, porém, ainda no início daquele ano pediu transferência da arma da cavalaria para a artilharia e na sequência foi classificado no 20º Regimento de Artilharia. Ainda naquele ano foi transferido do 1º Batalhão de Artilharia para o 2º Bateria de Artilharia Independente. Pouco depois passou como adido ao 5º Batalhão de Engenharia.
No final de 1912, o 2º tenente Ramiro Noronha foi nomeado auxiliar na seção de desenho topográfico no Mato Grosso, na famosa Comissão de Linhas Telegráficas do Mato Grosso ao Amazonas (também conhecida como Comissão Rondon), então chefiada pelo coronel engenheiro do Exército Cândido Mariano da Silva Rondon. Entre 1912 e 1930, em períodos alternados, atuou como ajudante da seção de desenho geográfico e topográfico, comandada pelo então capitão Francisco Jaguaribe Gomes de Mattos. Nessa qualidade, realizou estudo de exploração topográfica na região do Rio Xingu e de toda a região compreendida hoje pelo Mato Grosso. Também atuou nos trabalhos para abertura de estradas e infraestruturas de logística naquela região.
Na Comissão Rondon, em seus trabalhos científicos, priorizou o estudo e a publicação dos resultados referentes aos recursos hídricos, abundantes nas regiões de Mato Grosso e Amazônica. A fixação das linhas telegráficas, na direção sul-norte demandava estudos detalhados para tal ação e os rios constituíam desafios a serem transpostos.
Conheceu e palmilhou um vasto território, incluindo o reconhecimento dos rios Paraguai, São Lourenço, Paranatinga e Culuene. Estudou e manteve relações com diversos grupos indígenas, moradores ancestrais daquelas terras, os quais aderiram e se incorporaram aos trabalhos da Comissão Rondon, a exemplo dos: Bacairi e Camaiurá, junto aos Postos Simões Lopes; Barbado, Umutima e Caiabi-Apiacá, no Posto Fraternidade Indígena; e Bororo, responsáveis pela manutenção do Postos Indígenas General Carneiro, Rio Vermelho e Córrego Grande.
Em cada Posto Indígena criado foram desenvolvidos trabalhos de abertura de estradas, construção de pontes e de edifícios, para acolher a administração, as residências do pessoal de apoio; e também oficinas, escolas e enfermarias.
Esse conjunto de esforços propiciou o reconhecimento da parte interiorana do Brasil e seus habitantes, apresentando-se enquanto campo fértil de aprendizado, haja vista a imbricação entre o saber nativo e o saber técnico-científico da Comissão Rondon, um movimento de mão dupla.
Fez editar e publicar a obra Exploração e levantamento do Rio Culuene, principal formador do Xingu: reconhecimento de verificação ao divisor Arinos-Paranatinga, escrito em 1920, mas publicado somente em 1952.
Ramiro Noronha, que participou diretamente desse trabalho, visto ter sido o grande líder e companheiro de Rondon na fixação dos Postos Indígenas ao longo do extenso território do então Mato Grosso indiviso.
Entre novembro de 1915 e abril de 1916 liderou expedição de busca ao longo do Rio Ananaz (posteriormente denominado “Rio Marques de Souza”), com missão de resgate dos despojos do capitão Marques de Souza e do tenente Tertuliano de Carvalho, cuja expedição havia sido atacada por índios, resultando na morte da maior parte dos integrantes, incluindo o seu chefe. Sobrevivente daquela missão, depois de meses de investigação e sob as ordens do coronel Rondon, encontraram os destroços da expedição malograda na chamada “Ilha do Ataque”, mas sem encontrar os corpos de seus integrantes. A expedição de busca liderada pelo 2º tenente Noronha passou por grandes incidentes e privações, com perda de materiais e da própria embarcação, resultando na morte de 6 homens e desaparecimento de outros 7 integrantes da missão, dentre um total de 16 homens. Após meses de privações, os remanescentes chegaram a Manaus em 15 de abril de 1916. Na mesma expedição ainda completaram o trabalho iniciado pela expedição Roosevelt-Rondon na exploração das bacias da região.
Em 11 de novembro de 1916 foi promovido a 1º tenente de artilharia.
Em 1917, após 5 anos seguidos atuando na Comissão Rondon, retornou a sua atividade de oficial de artilharia, sendo classificado no 2º Grupo de Obuses. Meses depois, transferido para o 1º Grupo de Artilharia de Costa (1º G.A.C.) do Rio de Janeiro, então Distrito Federal.
Em 21 de julho de 1919 foi promovido a capitão de artilharia e classificado no 6º Regimento de Artilharia Montada (6º R.A.M.) de Dom Pedrito, no Rio Grande do Sul. Em março de 1920 transferido para o 11º Regimento de Artilharia Montada de Campo Grande, então cidade do Mato Grosso.
Em 9 de maio de 1920 comandou uma expedição de 14 homens com objetivo de levantamento geográfico e topográfico, na região de Chapada, passando pelos vales do Parnatinga e Xingú.
Em 28 de julho de 1921 foi transferido da 2ª Bateria do 1º Grupo do 11º Regimento de Artilharia Mista (R.A.M.) em Campo Grande para a 6ª Bateria do 2º Grupo sem efetivo do mesmo regimento.
No ano de 1923 realizou curso na Escola de Aperfeiçoamento para Oficiais.
Em janeiro de 1924 foi classificado na 2ª Bateria do 2º Regimento de Artilharia Montada (R.A.M.) em Curato de Santa Cruz. Em julho daquele ano, durante insurreição de militares deflagrada em São Paulo, assumia posto no Mato Grosso e atuou na organização da defesa de Cuiabá contra os rebeldes. Também ajudou na defesa contra a coluna prestes, entre os anos de 1925 e 1927.
No início de 1925 serviu na 2ª bateria do 2º Regimento de Artilharia Montada (R.A.M.), sendo transferido em junho daquele ano para a 2ª Bateria do 1º Grupo Independente de Artilharia Pesada (G.I.A.P.). Em abril daquele ano tentou desencorajar o coronel inglês Percy H. Fawcett de sua missão na região do Xingu, cuja expedição almejava supostamente encontrar a cidade perdida de “Atlântida”. Os integrantes dessa missão desapareceram e, posteriormente, soube-se que foram mortos por índios kalapalos. Em 15 de outubro foi transferido do 1º G.A.P. para o 2º Grupo de Artilharia de Costa (G.A.C.) da Fortaleza da São João.
Em 9 de janeiro de 1926 foi nomeado auxiliar na comissão incumbida da construção da estrada de rodagem entre Campo Grande e Ponta Porã, no então Estado do Mato Grosso.
Em 20 de fevereiro de 1926 o então capitão serviu brevemente como ajudante de ordens no 2º Grupo de Artilharia de Costa (G.A.C.) e transferido na sequencia para posto equivalente no 4º Regimento de Artilharia Montada (R.A.M.) de Itu.
Em 29 de abril de 1926, foi nomeado auxiliar da inspetoria do Mato Grosso da Diretoria do Serviço de Proteção ao Índio, integrada à comissão do então general Cândido Rondon.
Em agosto de 1926 foi condecorado com a Medalha de Prata do Mérito Militar, por decisão do Superior Tribunal Militar (STM).
Em 13 de dezembro de 1929 foi promovido a major, por antiguidade.
Em 19 de dezembro de 1929 foi classificado no Regimento de Artilharia Mista (R.A.M.) de Campo Grande, então cidade do Estado do Mato Grosso.
Na Revolução de 1930 combateu os rebeldes em favor do Governo Federal. Com a vitória dos revolucionários foi perseguido e posteriormente reformado administrativamente, nas disposições do decreto nº 19.700, de 12 de fevereiro de 1931, junto dos primeiros tenentes Armando de Noronha e Fabio de Noronha, também de artilharia, percebendo na reserva de primeira classe as vantagens relativas aos postos que tinham. Porém, o decreto foi posteriormente anulado resultando na sua reversão ao serviço ativo.
Em 1930 trabalhou no levantamento e estudo do traçado da Chapada em Mato Grosso e do traçado do cercado de Paconé, durante a interventoria e Arthur Antunes Maciel. Em novembro daquele ano retornou ao Regimento de Artilharia Mista de Campo Grande.
Em 29 de janeiro de 1932 foi transferido para o 1ª Grupo de Artilharia Montada (1º G.A.Mth.).
Em 13 de julho de 1932 foi transferido para o 2º Grupo do 6º Regimento de Artilharia Montada (6º R.A.M.), mas não cumpriu a ordem de transferência em virtude de sua adesão a Revolução Constitucionalista, deflagrada em Campo Grande em 10 de julho de 1932 pelo coronel do Exército Oscar Saturnino de Paiva.
No final de agosto de 1932, durante aquele conflito, foi nomeado pelo coronel Francisco Jaguaribe de Mattos para assumir o destacamento rebelde de Três Lagoas, em substituição ao major Francisco José Dutra, para defender a região sudeste do estado e do Rio Paraná das tropas governistas comandadas pelo coronel do Exército Manuel Rabelo. Naquele posto, obteve importantes vitórias em diversos combates, o que garantiu o controle da região ao longo do conflito, com importantes batalhas ocorrendo nos arredores de Porto XV de Novembro e na região do Rio Quitéria. Foi elogiado pelo seu desempenho naquele posto pelo coronel Nicolau Bueno Horta Barbosa, então comandante do Exército Constitucionalista no Mato Grosso entre 5 de setembro e 4 de outubro de 1932.
Em setembro de 1932 foi declarado desertor e reformado administrativamente pelo governo federal, junto a outros oficiais que tomaram parte no levante.
Em 4 de outubro de 1932, ajudou na fuga do coronel Palimércio de Rezende para o Paraguai e, por volta de 10 de outubro, auxiliou a fuga do coronel Brasílio Taborda.
Apesar de ciente do fim da Revolução Constitucionalista em São Paulo e da rendição dos rebeldes em Campo Grande, permaneceu na luta até meados de outubro, quando então negociou a rendição do seu destacamento.
Foi preso pelas tropas comandadas pelo coronel Manuel Rabelo e ficou detido no quartel do Exército Brasileiro em Campo Grande, por cerca de um mês, junto do coronel Nicolau Horta Barbosa, do coronel Francisco Jaguaribe e outros comandantes da frente sul-mato-grossense da Revolução Constitucionalista. Em 14 de novembro foi enfim remetido junto a demais líderes à prisão militar no Rio de Janeiro, então Distrito federal, onde ficou preso por quase um ano.
Em agosto de 1934, por conta da anistia promovida por meio do decreto do governo provisório nº 24.297 de 28 de maio, teve sua reforma administrativa anulada e foi revertido ao serviço ativo do Exército Brasileiro.
Em 8 de outubro de 1934 foi nomeado novamente para o Grupo de Artilharia do Regimento de Artilharia Mista de Campo Grande. Ainda naquele ano foi transferido para a chefia da Divisão de Material Bélico (D.M.B.) do Exército Brasileiro.
Dia 8 de maio de 1936 foi promovido a tenente-coronel do Exército, por antiguidade.
Em 15 de maio de 1936 foi nomeado comandante do 2º Regimento de Artilharia Montada, aquartelado no Curato de Santa Cruz, no Rio de Janeiro, por indicação do general Eurico Gaspar Dutra. Essa tropa sofria na ocasião uma crise de indisciplina, por conta de um motim realizado por praças durante os eventos do levante conhecido por Intentona Comunista, ocorrido em novembro de 1935. Posteriormente, foi elogiado pelo general Dutra por sua atuação no comando e reorganização daquele regimento.
Ainda em 1936 foi classificado em quadro especial de carreira no Exército, junto a outros oficiais que tomaram parte na Revolução Constitucionalista de 1932.  Em abril do ano seguinte foi reclassificado no Quadro “Q.A.” de carreira especial de oficias junto a outros que tomaram parte do levante de 1932.
Em agosto de 1937 foi classificado do quadro ordinário para o suplementar, ainda naquele mês foi nomeado novamente para dirigir a Divisão de Materiais Bélicos (D.M.B.) do Exército Brasileiro.
Em 24 de junho de 1938 foi nomeado diretor da Fábrica de Estojos e Espoletas de Artilharia (FEEA) do Exército Brasileiro, sediado em Juiz de Fora.
Em dezembro de 1940 passou a servir no 1º Regimento de Artilharia Montada do Exército.
Em 26 de agosto de 1941 foi promovido a coronel, por antiguidade.
Em 21 de janeiro de 1943 foi nomeado diretor da Fabrica Filo S.A., de Nova Friburgo, no Rio de Janeiro.
Em 5 de janeiro de 1944, por decreto de Getúlio Vargas, foi nomeado Governador do Território de Ponta Porã. O Território foi criado em 13 de setembro de 1943 pelo Decreto-lei n.° 5 812, tendo sido o coronel Noronha o primeiro Governador. Com a deposição do ditador Getúlio Vargas, em 29 de outubro de 1945, o coronel foi exonerado e o cargo foi assumido interinamente por Leônidas Horta, que ainda naquele mês foi substituído pelo major José Guiomar dos Santos.
Em 1950, na reserva militar, chegou a patente de general-de-brigada. Em março de 1954 passou para a reserva militar de 2ª classe por ter atingido o limite de idade do posto, conforme lei da carreira de oficiais.
Ao longo de suas atividades como militar e grande responsável pelos trabalhos junto à Comissão Rondon, acumulou um precioso acervo documental e bibliográfico que permaneceu, por décadas, intocado, até que, na primeira década do ano de 2000, a família resolveu depositá-lo no Arquivo da Casa Barão de Melgaço, instituição que abriga as duas mais antigas e atuantes reservas culturais de Mato Grosso, o Instituto Histórico e Geográfico, instalado em 1919; e a Academia Mato-grossense de Letras, criada em 1921.
O raro acervo Ramiro Noronha reconstitui por meio de fotografias, manuscritos, jornais e material impresso, o conjunto dos trabalhos desenvolvidos na abertura dos Postos Indígenas, que eram o carro-chefe das proposituras do Serviço de Proteção ao Índio. O conjunto documental reunido por Ramiro Noronha é composto de 21 Cadernetas de Campo, através das quais se consegue reconstituir o cotidiano dos trabalhos dos Postos; de uma série de correspondências trocadas pelo titular com autoridades ligadas ao Serviço de Proteção ao Índio, entre 1926 e 1955; uma coleção de periódicos nacionais e estrangeiros que registraram as ações rondonianas em suas diversas atividades; um álbum fotográfico, composto de 517 imagens, muitas delas inéditas, relativas aos trabalhos do SPI, acompanhadas de explicações manuscritas de autoria de Ramiro Noronha; e ainda 49 imagens avulsas sobre a mesma temática; além de 42 mapas e plantas relativas exclusivamente às projeções e edificações dos Postos Indígenas abertos entre 1920 e 1950. Hoje, todo o conjunto documental se encontra catalogado.
Em março de 1954 foi condecorado pelo Ministro da Guerra com a Medalha do Pacificador.
Morreu em 1º de dezembro de 1955, na cidade do Rio de Janeiro. Foi sepultado no mesmo dia na capela principal do Cemitério São João Batista, na mesma cidade. A Missa Sétimo Dia foi realizada na Igreja São Francisco de Paula, na então capital federal. Era casado desde 1919 com Iracema Gomes Noronha, filha do coronel João Gomes Monteiro, com quem teve sete filhos.
É amplamente homenageado em todo o país, com diversos logradouros e entidades levando o seu nome. Em Cuiabá e no Rio de Janeiro há a rua “General Ramiro Noronha”. Em Ponta Porã, no Mato Grosso do Sul, é patrono de uma escola do Estado.
Em 1970, por meio do Projeto de Lei nº 2370, tentou-se no Parlamento Brasileiro dar homenagem póstuma ao general, denominando com seu nome o trecho da BR-163 entre Cuiabá-Santarém, com a denominação “general Ramiro Noronha”, estrada que em parte teve sua construção iniciada pelo finado general. Porém, pelo motivo de já ser denominado Filinto Muller (então senador mato-grossense) o trecho entre São Miguel D’oeste à fronteira com o Suriname, aquela proposta foi considerada prejudicada.